# 甘肃薹草
甘肃薹草（学名：Carex kansuensis）是莎草科薹草属的植物，是中国的特有植物。分布在中国大陆的甘肃、西藏东部、云南西北部、四川西部、青海、陕西等地，生长于海拔3,400米至4,600米的地区，多生在高山灌丛草甸、湖泊岸边和湿润草地，目前尚未由人工引种栽培。